# RX J1856.5-3754
RX J1856.5-3754 (lub RXJ185635-375) – zwarta gwiazda neutronowa. Znajduje się ona w gwiazdozbiorze Korony Południowej. W świetle widzialnym jest 108 razy słabsza od najsłabszych gwiazd widocznych gołym okiem, emitując przy tym znaczne ilości promieniowania rentgenowskiego.
Uważa się, że gwiazda ta powstała podczas wybuchu supernowej około miliona lat temu. Odkryto ją w 1992 roku, a w 1996 obserwacje wykazały, że jest to gwiazda neutronowa najbliższa Ziemi, i że znajduje się w odległości około 150–200 lat świetlnych.
Następne obserwacje z teleskopu kosmicznego Chandra pokazały, że gwiazda jest bardziej odległa niż początkowo sądzono (ok. 400 lat świetlnych), co połączone z jej średnicą rzędu 4–8 km i wysoką temperaturą 700 tysięcy stopni Celsjusza nie zgadzało się z teoretycznymi modelami gwiazd neutronowych i sądzono, że może być to gwiazda kwarkowa. Dzięki dodatkowym danym obserwacyjnym uzyskanym z teleskopu kosmicznego Hubble’a udało się określić rzeczywistą temperaturę gwiazdy (434 000 °C) i średnicę (14 km), co pozwoliło na skreślenie tej gwiazdy z listy potencjalnych gwiazd kwarkowych i zakwalifikowanie jej jako zwykłej gwiazdy neutronowej.
30 listopada 2016 Europejskie Obserwatorium Południowe poinformowało o pierwszej obserwacji polaryzacji światła emitowanego przez gwiazdę neutronową, właśnie RX J1856.5-3754, która może wskazywać, że przestrzeń wokół tej gwiazdy podlega efektowi kwantowemu znanemu jako dwójłomność próżni.